# Бадов Володимир Федорович
Володи́мир Фе́дорович Ба́дов (11 липня 1952 — 27 липня 1995) — народний депутат України 1-го скликання.

## Біографія
Народився 11 липня 1952 року, в місті Орджонікідзе, Дніпропетровська область, УРСР в сім'ї робітників. Українець, освіта середня спеціальна, за спеціальністю технік-металург, закінчив Нікопольський металургійний технікум.
1967 — студент Нікопольського металургійного технікуму.
1971 — плавильник Зестафовського заводу феросплавів.
1971 — служба в Радянській армії.
1974 — горновий доменної печі, доменного цеху N 2 Криворізького металургійного комбінату «Криворіжсталь» ім. В. І. Леніна.
Член КПРС з 1976 року.
Висунутий кандидатом у народні депутати, трудовим колективом Другої Криворізької міської лікарні.
18 березня 1990 року обраний народним депутатом України, 2-й тур 46.41 % голосів, 7 претендентів.
- Дніпропетровська область
- Кривбасівський виборчий округ № 92
- Дата прийняття депутатських повноважень: 15 травня 1990 року.
- Дата припинення депутатських повноважень: 10 травня 1994 року.

Входив до групи «Промисловці».
Член Комісії ВР України у питаннях соціальної політики та праці.
Нагороджений орденами Жовтневої Революції та Дружби народів.
Одружений, має дітей.
Помер 27 липня 1995 року.